# Genevrey
Genevrey és un municipi francès situat al departament de l'Alt Saona i a la regió de Borgonya - Franc Comtat. L'any 2007 tenia 226 habitants.

## Demografia

### Població
El 2007 la població de fet de Genevrey era de 226 persones. Hi havia 84 famílies, de les quals 24 eren unipersonals (16 homes vivint sols i 8 dones vivint soles), 20 parelles sense fills i 40 parelles amb fills.
La població ha evolucionat segons el següent gràfic:
Habitants censats

### Habitatges
El 2007 hi havia 115 habitatges, 89 eren l'habitatge principal de la família, 15 eren segones residències i 10 estaven desocupats. 113 eren cases i 1 era un apartament. Dels 89 habitatges principals, 73 estaven ocupats pels seus propietaris, 11 estaven llogats i ocupats pels llogaters i 5 estaven cedits a títol gratuït; 8 tenien tres cambres, 16 en tenien quatre i 65 en tenien cinc o més. 71 habitatges disposaven pel capbaix d'una plaça de pàrquing. A 24 habitatges hi havia un automòbil i a 58 n'hi havia dos o més.

### Piràmide de població
La piràmide de població per edats i sexe el 2009 era:
| Homes | Edats   | Dones |
| ----- | ------- | ----- |
| 0     | 95 o +  | 0     |
| 0     | 90 a 94 | 0     |
| 0     | 85 a 89 | 0     |
| 0     | 80 a 84 | 0     |
| 12    | 75 a 79 | 8     |
| 4     | 70 a 74 | 0     |
| 12    | 65 a 69 | 4     |
| 4     | 60 a 64 | 4     |
| 4     | 55 a 59 | 0     |
| 8     | 50 a 54 | 4     |
| 4     | 45 a 49 | 4     |
| 4     | 40 a 44 | 12    |
| 0     | 35 a 39 | 4     |
| 16    | 30 a 34 | 8     |
| 4     | 25 a 29 | 16    |
| 4     | 20 a 24 | 0     |
| 4     | 15 a 19 | 8     |
| 8     | 10 a 14 | 4     |
| 16    | 5 a 9   | 0     |
| 16    | 0 a 4   | 0     |

## Economia
El 2007 la població en edat de treballar era de 158 persones, 126 eren actives i 32 eren inactives. De les 126 persones actives 117 estaven ocupades (63 homes i 54 dones) i 9 estaven aturades (6 homes i 3 dones). De les 32 persones inactives 12 estaven jubilades, 14 estaven estudiant i 6 estaven classificades com a «altres inactius».

### Ingressos
El 2009 a Genevrey hi havia 90 unitats fiscals que integraven 235 persones, la mediana anual d'ingressos fiscals per persona era de 19.416 €.

### Activitats econòmiques
Dels 5 establiments que hi havia el 2007, 1 era d'una empresa de construcció, 2 d'empreses de transport, 1 d'una empresa d'hostatgeria i restauració i 1 d'una empresa financera.
L'únic servei als particulars que hi havia el 2009 era una lampisteria.
L'any 2000 a Genevrey hi havia 9 explotacions agrícoles que ocupaven un total de 582 hectàrees.

## Equipaments sanitaris i escolars
El 2009 hi havia una escola maternal integrada dins d'un grup escolar amb les comunes properes formant una escola dispersa.

## Poblacions més properes
El següent diagrama mostra les poblacions més properes.